# Paramesoceras novoguineense
Paramesoceras novoguineense – gatunek kosarza z podrzędu Laniatores i rodziny Podoctidae. Jedyny znany przedstawiciel monotypowego rodzaju Paramesoceras.

## Występowanie
Gatunek jest endemiczny dla Nowej Gwinei.